# Inden (Valais)
Pour les articles homonymes, voir Inden.
Inden est une commune suisse du canton du Valais, située dans le district de Loèche.
En 1242, Inden est mentionné sous le nom de Indes.
Bien que la commune soit entouré par le Regionaler Naturpark Pfyn-Finges, elle n'en fait pas partie.